# 戰略陰謀4
《戰略陰謀4》（英語：Sniper: Reloaded）是一部2011年美國動作片，由克羅迪歐·費執導，約翰·法沙諾編劇，查德·麥可·柯林斯和比利·贊恩主演。故事描述美國海軍陸戰隊布蘭登·貝克中士（Sgt. Brandon Beckett）是美軍狙擊手湯瑪士·貝克（Thomas Beckett）的兒子，他和其部隊在非洲剛果遇襲後，開始調查殺死他的同袍的神祕狙擊手。
該片為2004年電影《戰略陰謀3》的續集和《戰略陰謀》系列電影的第四部作品，也是系列中首部沒有湯姆·貝林傑參與的電影；此外，在第一部電影中出演的比利·贊恩則首度回歸該系列。《戰略陰謀4》於2011年4月26日在美國以DVD首映的方式發行。

## 劇情
前美軍偵察狙擊手湯瑪士·貝克特等槍砲士官長之子布蘭登·貝克中士在不顧父親的反對下從軍，身為海軍陸戰隊士兵的他隨部隊到非洲刚果民主共和国以將主在當地的歐洲農民尚·范·布倫特帶回，該地區中部因叛軍而處於危險狀態。當他和他的士兵到達農場時，一個神秘的狙擊手伏擊了他們，除了受傷的貝克外，其他人皆喪命。在父親的前門生兼狙擊手教練李察·米勒和聯合國軍艾倫·阿柏衛茲的幫助下，貝克決定找出並殺了那名神秘狙擊手。
貝克得知狙擊手的身份是曾受米勒訓練的前海軍上校文森·「義大利人」·馬歇洛。兩人在一郊區地展開對峙，最後貝克近距離地一槍殺死了馬歇洛，而米勒則在被馬歇洛打傷後失去聯繫。貝克向上頭報告，聯合國軍上校拉爾夫·加傑私下向叛軍買賣武器，他也是指揮馬歇洛的幕後主使者。但由於貝克缺乏證據，使指控難以成立。
在夜裡，貝克闖進加傑家中與他交談，加傑承認了這一切，但貝克拒絕殺死他，而是讓艾倫錄下整段對話，以作為軍事審判的證據。加傑隨即被逮捕之後，米勒現身為貝克提供了特种行动的職位。

## 演員
- 查德·麥可·柯林斯飾演布蘭登·貝克中士（Sgt. Brandon Beckett）
- 理查·塞梅爾（英语：Richard Sammel）飾演拉爾夫·加傑上校（Col. Ralf Jäger）
- 安娜貝爾·萊特（Annabel Wright）飾演艾倫·阿柏衛茲（Lieutenant Ellen Abramowitz）
- 比利·贊恩飾演李察·米勒（Richard Miller）
- 派翠克·李斯特（Patrick Lyster）飾演馬丁·錢德（Martin Chandler）
- 凱伊拉·普里維特（Kayla Privett）飾演凱莉·范·布倫特（Kelli van Brunt）
- 賈斯汀·斯特里德（Justin Strydom）飾演文森·「義大利人」·馬歇洛（Vincent “The Italian” Masiello）
- 羅伯·弗魯特霍夫（Rob Fruithoff）飾演尚·范·布倫特（Jean van Brunt）
- 庫爾姆·M·斯肯傑納（Khulum M. Skenjana）飾演斯波洛·果拜上尉（Captain Sporo Ngoba）

## 外部連結
- 互联网电影数据库（IMDb）上《戰略陰謀4》的资料（英文）
- 爛番茄上《戰略陰謀4》的資料（英文）